# Hello Neighbor
Hello Neighbor ist ein Survival-Horror- und Stealth-Computerspiel, das von Dynamic Pixels entwickelt und von tinyBuild veröffentlicht wurde. Ziel des Spiels ist es, dass der Spieler erfolgreich in den Keller des Hauses seines Nachbarn schleicht, um dessen Geheimnis aufzudecken.

## Spielprinzip
In Hello Neighbor bewegt sich der Spieler in ein neues Haus auf der gegenüberliegenden Straßenseite, das von einem mysteriösen Nachbarn, der sich paranoid benimmt und ein Geheimnis zu verbergen scheint, bewohnt wird.
Die Aufgabe des Spielers besteht darin, in das Haus des Nachbarn einzubrechen und eine Reihe von Rätseln zu lösen, um die Gegenstände zu sammeln, die benötigt werden, um das Kellergeschoss zu öffnen. Wenn der Spieler das Haus des Nachbarn erkundet, darf er nicht von dem mysteriösen Nachbarn entdeckt werden, sonst wird er gejagt und wenn der Spieler nicht schnell genug ist, um sich zu verstecken oder zu entkommen, wird er von dem Nachbarn gefangen genommen. Wenn der Spieler erwischt wird, wird er in sein eigenes Haus zurückgeschickt und muss erneut einbrechen.
Die künstliche Intelligenz (KI) des Spiels modifiziert das Verhalten des Nachbarn basierend auf den vergangenen Aktionen des Spielers, wie zum Beispiel das Setzen von Fallen auf Wegen, die der Spieler bei einem früheren Versuch verfolgt hat.
Der Spieler hat vier Inventarräume und Gegenstände derselben Art können nicht im gleichen Inventarraum gestapelt werden.

## Handlung

### Akt 1
Der Junge Nicky Roth spielt auf der Straße und hört plötzlich einen Schrei aus dem Haus seines Nachbarn Theodore Peterson. Nicky will das genauer untersuchen und sieht, dass Mr. Peterson offenbar jemanden in seinem Keller eingeschlossen hat. Dann schleicht sich Nicky in Mr. Petersons Haus, findet den Schlüssel zum Keller und tritt ein. Er findet heraus, dass Mr. Peterson seinen Keller in ein provisorisches unterirdisches Verlies umgewandelt hat, findet aber keine Spur von einem Gefangenen. Nicky rennt dann in Mr. Petersons Arme und wird gefangen genommen.

### Akt 2
Nicky wacht auf und findet sich in Mr. Petersons Kellerverlies gefangen. Er schafft es, aus seiner Zelle zu entkommen und die Oberfläche zu erreichen, nur um festzustellen, dass Mr. Peterson einen massiven Zaun um sein Grundstück errichtet hat, um eine Flucht zu verhindern. Nicky ist gezwungen, eine Reihe von Rätseln zu lösen, um einen Weg zu finden, zu entkommen. Sobald er den Zaun überquert hat, flieht er zurück zu seinem Haus.
Wenn Nicky in den beiden Akten gefangen wird, bevor er seine Ziele erreichen kann, wird er lebhafte Albträume über Mr. Petersons Vergangenheit haben. In diesen Albträumen offenbart sich, dass er eine Familie bestehend aus Frau, Sohn und Tochter hatte. Die Frau starb jedoch offenbar bei einem Autounfall, die Tochter wurde vom Sohn getötet. Mr. Peterson versteckte daraufhin den Sohn, um ihm Ärger zu ersparen.

### Akt 3
Nicky, jetzt erwachsen, wacht in seiner Wohnung auf. Er wird aus seiner Wohnung vertrieben und beschließt, in das Haus seiner Familie zurückzukehren. Er findet sein altes Haus in Verfall, während Mr. Petersons Haus auch nur ein Trümmerhaufen ist. Während er die Ruinen inspiziert, wird Nicky von einer dunklen schattenähnlichen Kreatur heimgesucht und kehrt in sein Zuhause zurück, wo er einschläft. Er wird schnell von einem Kinderschrei geweckt und entdeckt, dass Mr. Petersons Haus zurück ist, aber jetzt größer, komplexer und surrealer als zuvor geworden ist. Nicky geht zum Haus und hat surreale Erfahrungen, wie zum Beispiel, dass er mit einer riesigen Version von Mr. Peterson zu kämpfen hat und sein jüngeres Selbst vor einem riesigen Schatten zu schützen hat. Schließlich findet Nicky den Ausgang und wacht auf, um festzustellen, dass Mr. Petersons Haus immer noch eine Ruine ist.
Es wird während der ganzen Ereignisse des Spiels angedeutet, dass der größte Teil von Akt 3 ein Alptraum in Nickys Kopf war und seine Flucht aus dem Haus bedeutet, endlich seine Entführung als ein Junge in den Händen von Mr. Peterson zu verarbeiten.

## Entwicklung und Veröffentlichung
Das Spiel wurde 2015 als Alpha-Version auf der Website von Dynamic Pixels veröffentlicht. Es wurde später vom Steam-Greenlight-Programm zum frühzeitigen Zugriff freigegeben und eine Kickstarter-Kampagne wurde gestartet, um die weitere Entwicklung zu finanzieren. Das Studio unterzeichnete dann einen Vertrag mit tinyBuild, um das Spiel zu veröffentlichen. Die erste Vorabversion des Spiels wurde im September 2016 veröffentlicht. Die zweite Alpha von Hello Neighbour wurde kurz darauf veröffentlicht. Das Spiel ging im August 2017 in die Beta-Phase.
Das Spiel wurde am 8. Dezember 2017 für Microsoft Windows und Xbox One mit gemischten Kritiken veröffentlicht. Später, am 26. Juli 2018, wurde das Spiel nicht mehr nur auf Microsoft-Systeme begrenzt und erschien auch auf den Spielkonsolen Nintendo Switch und PlayStation 4 sowie für mobile Geräte mit Android- und IOS-Betriebssystem.
Die mobilen Versionen des Spiels werden nur auf einer begrenzten Anzahl von Geräten unterstützt und sind mit einer kostenlosen Testversion ausgestattet, die es dem Spieler ermöglicht Akt 1 kostenlos zu spielen und die verbleibenden zwei Akte mit einem In-Game-Kauf freizuschalten.
Für Halloween 2017 wurde ein Promo-Mod veröffentlicht, der mehrere Elemente aus dem Indie-Spiel Bendy and the Ink Machine enthielt. Das Spiel wurde ursprünglich für die volle Veröffentlichung 29. August 2017 eingestellt, wurde aber bis zum 8. Dezember 2017 verschoben.

## Erweiterungen
Am 10. Juni 2018 kündigte tinyBuild die erste Erweiterung für Hello Neighbor an, die den Titel Secret Neighbor tragen soll. Secret Neighbor ist ein Multiplayer-Horror-Spiel, das zwischen Akt 1 und Akt 2 von Hello Neighbor stattfindet. Das Spiel folgt einer Gruppe von Freunden, die versuchen, ihren Freund aus dem Keller des Nachbarn zu befreien. Einer der Freunde ist jedoch ein verkleideter Nachbar. Das Spiel wurde im Oktober 2019 veröffentlicht.
Ein Prequel namens Hello Neighbor: Hide and Seek wurde im August 2018 angekündigt und im Dezember desselben Jahres veröffentlicht. Es befasst sich mit abrufEreignissen der Familie des Nachbarn, die ihn zum Einsiedler werden ließen.
Am 6. Dezember 2022 wurde der Nachfolger von Hello Neighbor, Hello Neighbor 2, veröffentlicht. Man spielt als Journalist, der die Geheimnisse rund um den Nachbarn und die anderen Bewohner der Kleinstadt Raven Brooks aufdecken möchte.

## Rezeption
Das Spiel wird von einigen Kritikern als ein Indie-Survival-Horror-Spiel mit Comicgrafik beschrieben, das einen aufgrund der Schnelligkeit und Ungewissheit zum Erschrecken bringt und an unterschiedliche Horrorfilme erinnert. Dabei wird auch der Einsatz der künstlichen Intelligenz gelobt, die dadurch, dass sie sich dem Spieler anpasst, für mehr Realismus und Atmosphäre sorgt. Ebenfalls gelobt wurden die kreativen Rätsel im Spiel.
Allerdings wird die Steuerung als zu grobkörnig beschrieben und der damals unfertige Zustand des Spiels kritisiert. Einige Kritiker bemängeln ebenfalls zu wenig Gruselfaktor, Mängel in der Spielphysik und nicht angemessenes Verhalten des Nachbarn, das zu leicht ausgetrickst werden kann. Die Handlung wird teilweise als wirr, aber auch nicht uninteressant beschrieben.
Aufgrund der vielen Grusel- und Schockmomente im Spiel wurde es zum Internetphänomen und brachte zahlreiche Videos auf YouTube hervor.

## Belege
1. ↑  Chris Pereira: Hello Neighbor, The Game About Sneaking Into Your Neighbor's House, Debuts New Alpha Update. In: GameSpot. 4. Mai 2017, abgerufen am 15. September 2018 (amerikanisches Englisch).
2. ↑  Hello Neighbor is a horror game for cowards. In: Destructoid. Abgerufen am 15. September 2018.
3. ↑  Kevin Willing: Hello Neighbor - Welche Leichen hat unser Nachbar im Keller? In: GameStar. 10. Oktober 2016, abgerufen am 15. September 2018.
4. ↑  Künstliche Intelligenz: Das Spiel weiß, was du tun wirst. In: Zeit Online. Abgerufen am 15. September 2018.
5. ↑  Hello Neighbor - Gameplay-Trailer zeigt Stealth-Gameplay, intelligente KI und Verfolgungsjagt. In: GameStar. 10. Oktober 2016, abgerufen am 15. September 2018 (deutsch).
6. ↑  Test Chamber – Trespassing Into A Stranger's Home In Hello Neighbor. In: Game Informer. Abgerufen am 15. September 2018.
7. ↑  Hello Neighbor is a voyeuristic indie home invasion simulator. In: Polygon. Abgerufen am 16. September 2018.
8. ↑  tinyBuild bringt Hello Neighbor auf die Nintendo Switch. In: ntower. Abgerufen am 15. September 2018.
9. ↑  Hello Neighbor: Horrortitel kommt wohl auch für PS4 und Switch. In: PC GAMES. Abgerufen am 15. September 2018.
10. ↑  Home invasion simulator 'Hello Neighbor' now available on mobile devices. In: TechSpot. Abgerufen am 16. September 2018.
11. ↑  Patrick Faller: Hello Neighbor PC/Xbox One Release Date Announced; New Trailer Highlights The Creepy AI. In: GameSpot. 25. Mai 2017, abgerufen am 15. September 2018 (amerikanisches Englisch).
12. ↑  Creepy stealth game Hello Neighbor is delayed to December. In: pcgamer. Abgerufen am 15. September 2018.
13. ↑  Secret Neighbor - Hello Neighbor Multiplayer Horror Game. Abgerufen am 16. September 2018 (englisch).
14. ↑  Hello Neighbor is getting a prequel. In: pcgamer. Abgerufen am 15. September 2018.
15. ↑  Hello Neighbor - Horrortitel erhält bald ein Prequel. Archiviert vom Original (nicht mehr online verfügbar) am 16. September 2018; abgerufen am 15. September 2018 (deutsch).  Info: Der Archivlink wurde automatisch eingesetzt und noch nicht geprüft. Bitte prüfe Original- und Archivlink gemäß Anleitung und entferne dann diesen Hinweis.
16. ↑  Hello Neighbor 2 Release Date. In: clutchpoints. Abgerufen am 10. September 2023 (englisch).
17. ↑  "Hello Neighbor": Horrorspiel verlangt, beim Nachbarn einzubrechen. In: derStandard.at. Abgerufen am 15. September 2018.
18. ↑  Künstliche Intelligenz: Das Spiel weiß, was du tun wirst. In: Zeit Online. Abgerufen am 15. September 2018.
19. ↑  Hello Neighbor im Test: Des Wahnsinns Nachbar oder des Nachbars Wahnsinn? In: GIGA. 25. Dezember 2017, abgerufen am 15. September 2018.
20. ↑  Benjamin Braun: Hello Neighbor Test - Das Nerven ist des Nachbars Lust. In: GameStar. 15. Dezember 2017, abgerufen am 15. September 2018.
21. ↑  Hello Neighbor im Test - Fazit & Wertung - PC. In: Gamona. Abgerufen am 15. September 2018.
22. ↑  Test (Pro und Kontra) zu Hello Neighbor (Action). In: 4Players. Abgerufen am 15. September 2018.
23. ↑  Hello Neighbor: DER YouTube-Hit. Aber kann das Spiel was? In: Spieletipps.de. Abgerufen am 15. September 2018.